# Nadi shodhana

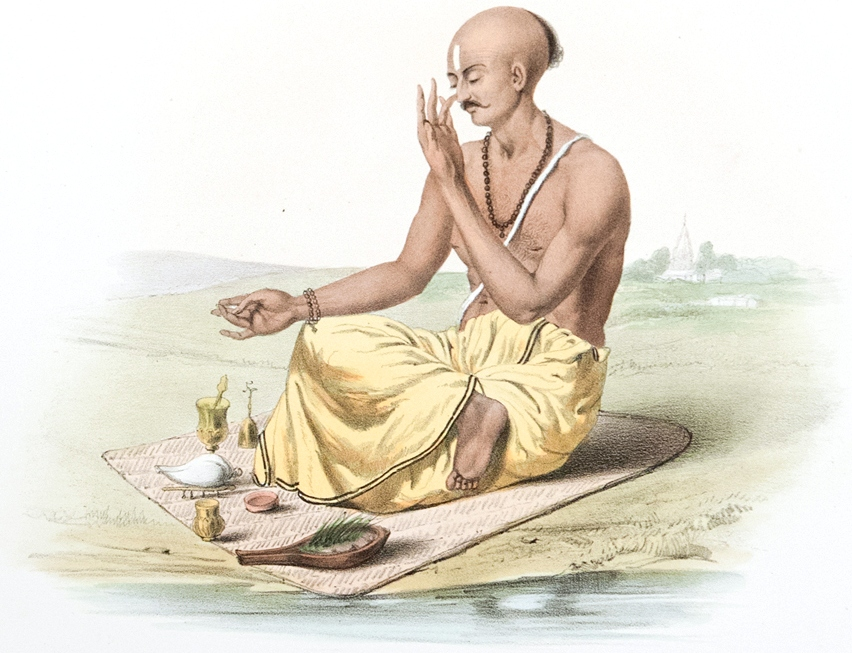
En la técnica de nāḍī śodhana, en posición de padmasana se inhala (pūraka) por una fosa nasal para luego exhalar por la otra fosa nasal (recaka), limpiando así los nadis.

Nadi shodhana (en sánscrito: नाडिशोधन, AITS: nāḍī śodhana), también llamada Nadi shuddi o Nadi shodana pranayama (AITS: nāḍī śodhana prāṇāyāma), es una técnica de respiración lenta que alterna la inhalación y exhalación por cada fosa nasal utilizada en las prácticas de yoga. Es considerada un ejercicio pranayama que puede realizarse por sí solo o en combinación con asanas. De acuerdo al Haṭha Yoga Pradīpikā, se recomienda la práctica de Nāḍī śodhana prāṇāyāma para la purificación de los nadis, especialmente iḍā y piṅgalā.

## Etimología y origen
La palabra en sánscrito Nadi shodhana significa 'purificación de canales':
- Nadi (en sánscrito: नदी, AITS: nāḍī), que significa 'río, flujo de agua'[7]
- Shodhana (en sánscrito: शोधन, AITS: śodhana), que significa 'limpiar, purificar, refinar, purgar[8]'

### Origen
Aparece en el libro del siglo XVI Hatha Yoga Pradipika, uno de los libros más importantes sobre Hatha yoga, escrito por Svātmārāma en donde es mencionado en el capítulo II, versos 7 al 10:

II.7 En la postura padmāsana, el yogui debe inspirar (pūraka) a través de la ventana nasal izquierda (candra, iḍā) y, tras contener la respiración (kumbhaka) tanto como sea posible, ha de espirar (recaka) por la ventana nasal derecha (sūrya, piṅgalā).

II.8 A continuación se debe inspirar por piṅgalā, practicar kumbhaka como antes, y espirar por iḍā.

II.9 Después de recaka se debe efectuar (siempre) pūraka por la misma ventana nasal; kumbhaka debe mantenerse el máximo posible (hasta que el cuerpo empieza a transpirar o se pone a temblar); (después de kumbhaka) se ha de espirar lentamente (si se hace rápidamente se reduce la energía del cuerpo).

11.10. Si se inspira prāṇa a través de iḍā, se debe espirar a través de piṅgalā; a continuación se inspira (nuevo prāṇa) por piṅgalā y se espira por iḍā, siempre después de haber contenido la respiración (kumbhaka) el máximo tiempo posible. El yogui que se perfeccione con la práctica de yama y practique esta respiración alternada (nāḍī-śodhana) purificará todos sus nāḍīs en tres meses.
Hatha-yoga-pradípika VII.7-10 por Svātmārāma.

## Estudios
Un estudio publicado en 2021 y realizado en Tamil Nadu, India, analizó el impacto de Nadi shodhana en mujeres postmenopáusicas de 45 a 55 años. Se seleccionaron sesenta voluntarias que fueron divididas en dos grupos: 30 para el grupo de intervención y 30 para el grupo de control. El primer grupo fue sometido durante 12 semanas a la práctica del pranayama por un entrenador calificado de yoga durante 30 min por día, 5 días a la semana. Se practicaba Nadi shodhana con el estómago vacío por la mañana de 7 a. m. a 7.30 a. m. en una habitación limpia, tranquila y agradable. Se midieron y registraron cinco parámetros de función pulmonar con un espirómetro computarizado. Luego del periodo de análisis, los valores de los parámetros aumentaron de manera significativa solo en las mujeres del grupo de intervención. Las funciones pulmonares dependen de muchos factores incluyendo factores neuropsicológicos y la fuerza de músculos respiratorios. La mejora de la fuerza física y el estado físico causado por el pranayama pueden estar relacionados con varios factores, como la fuerza muscular, la flexibilidad, la aptitud cardiorrespiratoria, composición corporal y funciones pulmonares. El estudio concluyó que Nadi Shodhana pranayama puede mejorar las funciones respiratorias y puede recomendarse como una herramienta importante para una vida saludable en mujeres posmenopáusicas.